# Houlbec-près-le-Gros-Theil
 Houlbec-près-le-Gros-Theil  là một xã thuộc tỉnh Eure trong vùng Normandie miền bắc nước Pháp.